# Tylopathes atlantica
Tylopathes atlantica is een Antipathariasoort uit de familie van de Stylopathidae. De wetenschappelijke naam van de soort is voor het eerst geldig gepubliceerd in 1905 door Roule.